# Naomi Judd
Naomi Judd, född som Diana Ellen Judd den 11 januari 1946 i Ashland, Kentucky, död 30 april 2022 nära Nashville, Tennessee, var en amerikansk countrysångerska och låtskriverska. Hon var mor till Wynonna Judd och Ashley Judd.
Hon föddes i Ashland, Kentucky. Fadern ägde en bensinmack, och modern var hemmafru samt kokerska ombord på en flodbåt. Tillsammans med dottern Wynonna Judd hade Naomi Judd framgångar i duon The Judds. The Judds vann tillsammans fem Grammy Awards. Efter att de slutade spela tillsammans 1991 sågs hon bland annat i TV, som programledare för Naomi's New Morning.

## Diskografi
Singlar
| År   | Singel                                          | Artist       | Topplacering | Album                            |
| År   | Singel                                          | Artist       | US Country   | Album                            |
| ---- | ----------------------------------------------- | ------------ | ------------ | -------------------------------- |
| 2004 | "Flies on the Butter (You Can't Go Home Again)" | Wynonna Judd | 33           | What the World Needs Now Is Love |

### Fotnoter
1. ↑  Kristin M. Hall (30 april 2022). ”Naomi Judd, of Grammy-winning Duo The Judds, Dies At 76” (på engelska). Bloomberg. https://www.bloomberg.com/news/articles/2022-04-30/naomi-judd-of-grammy-winning-duo-the-judds-dies-at-76. Läst 30 april 2022.
2. ↑  Joel Selvin (21 januari 1998). ”Naomi Judd Attunes Life To Healing Mind and Body” (på engelska). SF Gate. http://www.sfgate.com/entertainment/article/Naomi-Judd-Attunes-Life-To-Healing-Mind-and-Body-3015380.php. Läst 9 november 2015.
3. ↑  The Judds på Billboard 200
4. ↑  Grammy Awards vinnare (sökbar databas)